# Balconul (Manet)
Balconul  este o pictură în ulei pe pânză din 1868 a pictorului francez Édouard Manet. Înfățișează patru persoane pe un balcon, dintre care una stă jos; pictorița Berthe Morisot, care s-a căsătorit cu fratele lui Manet, Eugène, în 1874. În centru este pictorul Jean Baptiste Antoine Guillemet. În dreapta se află Fanny Claus, o violonistă. Al patrulea personaj, parțial întunecat pe fundalul interiorului, este posibil să fie Léon Leenhoff, fiul lui Manet. A fost expus la Salonul de la Paris din 1869, apoi păstrat de Manet până la moartea sa, în 1883. A fost vândut pictorului Gustave Caillebotte în 1884, care l-a lăsat statului francez în 1894. În prezent, este în custodia Musée d'Orsay la Paris.